# نشان ونوس
نشان ونوس (ایتالیایی: Il segno di Venere) فیلمی در ژانر کمدی رمانتیک به کارگردانی دینو ریسی است که در سال ۱۹۵۵ منتشر شد.

## بازیگران
- سوفیا لورن
- ویتوریو دسیکا
- رف ولونه
- تینا پیکا
- پپینو د فیلیپو
- آلبرتو سوردی
- لئوپولدو تریئسته
- مارچلا روونا
- آنیتا دورانته
- ویرجیلیو رینتو
- فوریو منیکونی
- فرانکو فانتازیا